# Elezioni parlamentari in Ungheria del 1994
Le elezioni parlamentari in Ungheria del 1994 si tennero l'8 maggio (primo turno) e il 29 maggio (secondo turno) per il rinnovo dell'Assemblea nazionale. In seguito all'esito elettorale, Gyula Horn, espressione del Partito Socialista Ungherese, divenne Primo ministro.

## Risultati
| Liste                                                         | Risultati di lista | Risultati di lista | Risultati di lista | Seggi collegi | Seggi nazionali | Seggi totale |
| Liste                                                         | Voti               | %                  | Seggi              | Seggi collegi | Seggi nazionali | Seggi totale |
| ------------------------------------------------------------- | ------------------ | ------------------ | ------------------ | ------------- | --------------- | ------------ |
| Partito Socialista Ungherese                                  | 1.780.009          | 33,00              | 53                 | 149           | 7               | 209          |
| Alleanza dei Liberi Democratici                               | 1.064.788          | 19,74              | 28                 | 16            | 25              | 69           |
| Forum Democratico Ungherese                                   | 633.157            | 11,74              | 18                 | 5             | 15              | 38           |
| Partito dei Piccoli Proprietari Indipendenti                  | 476.127            | 8,83               | 14                 | 1             | 11              | 26           |
| Partito Popolare Cristiano Democratico                        | 379.322            | 7,03               | 5                  | 3             | 14              | 22           |
| Unione Civica Ungherese                                       | 378.678            | 7,02               | 7                  | -             | 13              | 20           |
| Partito Operaio                                               | 171.801            | 3,18               | -                  | -             | -               | -            |
| Partito Repubblicano                                          | 136.827            | 2,54               | -                  | -             | -               | -            |
| Alleanza Agraria                                              | 113.332            | 2,10               | -                  | 1             | -               | 1            |
| Partito Ungherese Giustizia e Vita                            | 85.431             | 1,58               | -                  | -             | -               | -            |
| Partito Socialdemocratico d'Ungheria                          | 51.095             | 0,95               | -                  | -             | -               | -            |
| Partito Unito dei Piccoli Proprietari                         | 44.307             | 0,82               | -                  | -             | -               | -            |
| Alleanza Civica Liberale - Partito degli Imprenditori         | 33.360             | 0,62               | -                  | 1             | -               | 1            |
| Alleanza Democratica Nazionale                                | 28.058             | 0,52               | -                  | -             | -               | -            |
| Partito Verde d'Ungheria                                      | 8.811              | 0,16               | -                  | -             | -               | -            |
| Partito Indipendente del Compromesso dei Piccoli Proprietari  | 5.918              | 0,11               | -                  | -             | -               | -            |
| Partito Conservatore - Alleanza dei Contadini e dei Cittadini | 2.045              | 0,04               | -                  | -             | -               | -            |
| Alternativa Verde                                             | 849                | 0,02               | -                  | -             | -               | -            |
| Partito del Mercato Ungherese                                 | 635                | 0,01               | -                  | -             | -               | -            |
| Totale                                                        | 5.394.550          |                    | 125                | 176           | 85              | 386          |